# روي كريشنا
روي كريستوفر كريشنا (بالإنجليزية: Roy Christopher Krishna)‏ (مواليد 20 أغسطس 1987 في لاباسا) لاعب كرة قدم فيجي دولي من أصول هندية. يجيد اللعب في خط الهجوم. يلعب حالياً مع نادي أوديشا الذي ينافس في دوري السوبر الهندي، وكذلك مع منتخب فيجي لكرة القدم.

## روابط خارجية
- روي كريشنا على موقع الاتحاد الدولي (مؤرشف)  (الإنجليزية)
- روي كريشنا على موقع إي إس بي إن إف سي (الإنجليزية)
- روي كريشنا على موقع قاعدة بيانات كرة القدم.إي يو (الإنجليزية)
- روي كريشنا على موقع ليكيب (الفرنسية)
- روي كريشنا على موقع ناشيونال فوتبول تيمز (الإنجليزية)
- روي كريشنا على موقع Soccerbase.com (لاعب) (الإنجليزية)
- روي كريشنا على موقع Soccerway.com (الإنجليزية)
- روي كريشنا على موقع عالم كرة القدم.نت (الإنجليزية)
- روي كريشنا على موقع كووورة
- روي كريشنا على موقع اللجنة الأولمبية الدولية (الإنجليزية)